# 佩列格諾伊夫
49°48′29″N 24°34′29″E / 49.80806°N 24.57472°E
佩列格諾伊夫（烏克蘭語：Перегноїв），是烏克蘭西部的村莊，隸屬利維夫州的佐洛奇夫區。該村始建於1397年，面積2.2平方公里，海拔高度232米，2023年人口822，人口密度每平方公里441人。